# Deronax
Deronax is een historisch Belgisch motorfietsmerk dat in de tweede helft van de jaren vijftig machines maakte met ILO-tweetaktmotoren en twee versnellingen.